# تشارلز بينغر
تشارلز بينغر (بالإنجليزية: Charles Ashford Binger)‏ هو فنان أمريكي، ولد في 12 أكتوبر 1907 في لندن في المملكة المتحدة، وتوفي في 1974.